# 티맵모빌리티
티맵모빌리티 주식회사(영어: Tmap Mobility)는 SK스퀘어 산하의 모빌리티 자회사이다.

## 역사 및 현황
본래는 SK텔레콤의 모빌리티 사업 부서였으나 2020년 12월 30일에 설립되었다.